# Grigorij Bakłanow
Grigorij Jakowlewicz Bakłanow, właśc. Fridman (ros. Григо́рий Я́ковлевич Бакла́нов (Фридман), ur. 11 września 1923 w Woroneżu, zm. 23 grudnia 2009 w Moskwie) – rosyjski pisarz.

## Życiorys
Wcześnie stracił rodziców. Dzieciństwo i młodość spędził w Woroneżu, uczył się w technikum lotniczym, pracował jako ślusarz w zakładzie lotniczym produkującym Iły-2, podczas wojny ZSRR z Niemcami eksternistycznie zdał egzamin 10-letniej szkoły i wstąpił ochotniczo do pułku artylerii Armii Czerwonej. Walczył na Froncie Północno-Zachodnim, ukończył 2 Leningradzką Szkołę Artylerii, później walczył na Froncie Południowo-Zachodnim/3 Ukraińskim. W październiku 1943 w walkach o Zaporoże został ciężko ranny, po powrocie na front walczył w Mołdawii i później na Węgrzech, m.in. w rejonie jeziora Balaton, w 1945 brał udział w walkach o Budapeszt i Wiedeń. Wojnę zakończył w stopniu porucznika w Austrii, w grudniu 1945 został zdemobilizowany, po czym podjął studia w Instytucie Literackim, który ukończył w 1951. Pisał prozę o tematyce wojennej, która przyniosła mu rozgłos. Najbardziej znane jego dzieła to opowieści Piędź ziemi 1959 (wyd. pol. 1961), Poległych hańba się nie ima (1961, wyd. pol. 1962), powieść Lipiec 41 roku 1965 (wyd. pol. 1990). Poza tym napisał powieści psychologiczno-obyczajowe Przyjaciele (1976, wyd. pol. tegoż roku) i Najmłodszy z braci (1981, wyd. pol. 1986), a także powieść I togda prichodiat marodiory (1995), o rosyjskiej rzeczywistości po rozpadzie ZSRR. Jest również autorem scenariuszy filmowych i reportaży z podróży. Od 1986 do 1993 pełnił funkcję redaktora naczelnego czasopisma „Znamia”. Był sekretarzem Zarządu Związku Pisarzy ZSRR.

## Nagrody i odznaczenia
- Order Za Zasługi dla Ojczyzny III klasy
- Nagroda Państwowa ZSRR (1982)
- Państwowa Nagroda Federacji Rosyjskiej (1997)
- Order Wojny Ojczyźnianej I klasy
- Order Czerwonego Sztandaru Pracy (1983)
- Order Czerwonej Gwiazdy
- Order Przyjaźni Narodów
- Order Znak Honoru
- Medal jubileuszowy „W upamiętnieniu 100-lecia urodzin Władimira Iljicza Lenina”
- Medal „Za zwycięstwo nad Niemcami w Wielkiej Wojnie Ojczyźnianej 1941–1945”
- Medal „Za zdobycie Budapesztu”
- Medal „Za zdobycie Wiednia”
- Medal „Weteran pracy”